# 단양 수양개 유적
단양 수양개 유적(丹陽 垂楊介 遺蹟)은 충청북도 단양군 적성면 애곡리에 있는 선사시대의 유적이다. 1997년 10월 10일 대한민국의 사적 제398호 단양수양개선사유적으로 지정되었다가, 2011년 7월 28일 단양 수양개 유적으로 명칭이 변경되었다.

## 개요
단양 적성면 수양개에 있는 구석기 후기에서 초기 철기시대에 걸친 유적이다. 남한강가 충적대지에 자리하고 있으며, 강을 끼고 있는 주위의 환경이 선사시대 사람들이 살기에 적당한 곳으로, 발견된 석기들은 다양하고 당시 만들었던 기술도 특징을 보이고 있다.
특히 후기 구석기 시대에서 볼 수 있는 돌날몸돌과 자루를 끼울 수 있도록 슴베가 달린 찌르개는 중국 화북지방, 시베리아 남부지방, 일본 열도 후기구석기시대 유적에서 나온 석기들과 비교할 수 있는 좋은 연구자료가 된다.
구석기 시대 유적 주변에서 초기 철기시대 집터가 발견되었는데, 집터의 생김새가 독특한 모양을 하고 있어 중원지역 철기시대 생활상 연구에 중요한 자료가 된다.
수양개 유적은 우리나라 선사문화와 동아시아 선사문화의 교류를 밝히는데 좋은 자료가 된다.

## 참고 자료
- 단양 수양개 유적 - 국가유산청 국가유산포털